# Let's Go Luna!
 (août 2019).
Si vous disposez d'ouvrages ou d'articles de référence ou si vous connaissez des sites web de qualité traitant du thème abordé ici, merci de compléter l'article en donnant les références utiles à sa vérifiabilité et en les liant à la section « Notes et références ».
Let's Go Luna! est une série télévisée d'animation américaine en 64 épisodes (38 pour la première saison et 26 pour la deuxième). Elle fut diffusée entre 2018 et 2022 sur le réseau PBS Kids.

## Titres internationaux
- / Anglais : Let's Go Luna!
- / Français : Luna autour du monde/Allons-y Luna!
- / Espagnol : ¡Vamos, Luna!

## Épisodes

### Première saison (2018)
- Quelle est la grande idée ? / Le jour des morts
- Berceuse pour bébé Vlad / L'espace est le lieu
- Hola Mariachi ! / Loco pour le cacao
- Tu as gelé mon short / Quelle matriochka
- Bob la plante / Ne sommes-nous pas une paire ?
- La grande fouille / Homme incroyable!
- Elle est la lune des lunes / Les bêtes de Pékin
- Hoopin'hopper / Une situation baguettes
- Wigglewalker parlant / Grenouille de Londres
- Une reine d'un jour / Ami spécial